# Tuvalu tại Thế vận hội
Tuvalu có tham gia Thế vận hội Mùa hè và chưa từng dự Thế vận hội Mùa đông.
Hiệp hội các môn thể thao và Ủy ban Olympic Quốc gia Tuvalu được công nhận là một Ủy ban Olympic quốc gia vào tháng 7 năm 2007. Tuvalu tham gia Thế vận hội lần đầu năm 2008 ở Bắc Kinh, Trung Quốc, với một đô cử và hai vận động viên (VĐV) chạy nước rút 100 mét nội dung của nam và của nữ. Các VĐV Tuvalu chưa từng vượt qua vòng thi đấu đầu tiên các nội dung họ tham gia.

## Ủy ban Olympic quốc gia
Hiệp hội các môn thể thao và Ủy ban Olympic Quốc gia Tuvalu (TASNOC) được thành lập năm 2004 với tên gọi 'Hiệp hội các môn thể thao Tuvalu'. Nó được đổi tên thành TASNOC và được công nhận bởi Ủy ban Olympic Quốc tế (IOC) ngày 16 tháng 7 năm 2007. Robert Laupula, điều hành Hiệp hội Thể thao Tuvalu, đã nộp đơn xin gia nhập phong trào Thế vận hội, được điều phối bởi hội các Ủy ban Olympic quốc gia châu Đại Dương. TASNOC chịu trách nhiệm tổ chức việc tham gia Đại hội Thể thao Khối Thịnh vượng chung và Thế vận hội của Tuvalu. Ủy ban đã qua 3 Tổng Thư ký khác nhau: Isala T. Isala là Tổng Thư ký đương nhiệm, và Eselealofa Apinelu là chủ tịch.

## Tổng quan

### Thế vận hội Mùa hè 2008
Tuvalu đã gửi 3 VĐV tới Thế vận hội Mùa hè 2008, tranh tài môn điền kinh và cử tạ. Cả Okilani Tinilau và Asenate Manoa lập kỷ lục quốc gia chạy nước rút 100 mét, với thời gian lần lượt là 11.48 và 14.05. Họ đều dừng bước ở vòng loại đầu. Logona Esau xếp thứ 21 nội dung −69 kg của nam.

### Thế vận hội Mùa hè 2012
Ba VĐV Tuvalu đại diện nước này tại đại hội. Tuau Lapua Lapua đạt thứ hạng cao nhất trong các VĐV Tuvalu với vị trí thứ 12 chung cuộc nội dung Nam −62 kg, điểm số là 243. Tavevele Noa và Asenate Manoa đều bị loại ở vòng đầu chạy nước rút 100 mét, và Manoa lập kỷ lục quốc gia nội dung 100 mét nữ.

### Thế vận hội Mùa hè 2016
Một VĐV thi đấu cho Tuvalu tại Thế vận hội Mùa hè 2016, quốc gia duy nhất chỉ có một đại diện. Etimoni Timuani thi đấu chạy nước rút 100 mét, về thứ 7 ở vòng loại đầu và dừng bước.

## Bảng huy chương
Tuvalu chưa từng giành huy chương Olympic.
| Thế vận hội         | Số VĐV       | Vàng | Bạc | Đồng | Tổng số |
| Bắc Kinh 2008       | 3            | 0    | 0   | 0    | -       |
| Luân Đôn 2012       | 3            | 0    | 0   | 0    | -       |
| Rio de Janeiro 2016 | 1            | 0    | 0   | 0    | -       |
| Tokyo 2020          | chưa diễn ra |      |     |      |         |
| Paris 2024          | chưa diễn ra |      |     |      |         |
| Los Angeles 2028    | chưa diễn ra |      |     |      |         |
| Tổng số             | Tổng số      | 0    | 0   | 0    | -       |

## Người cầm cờ

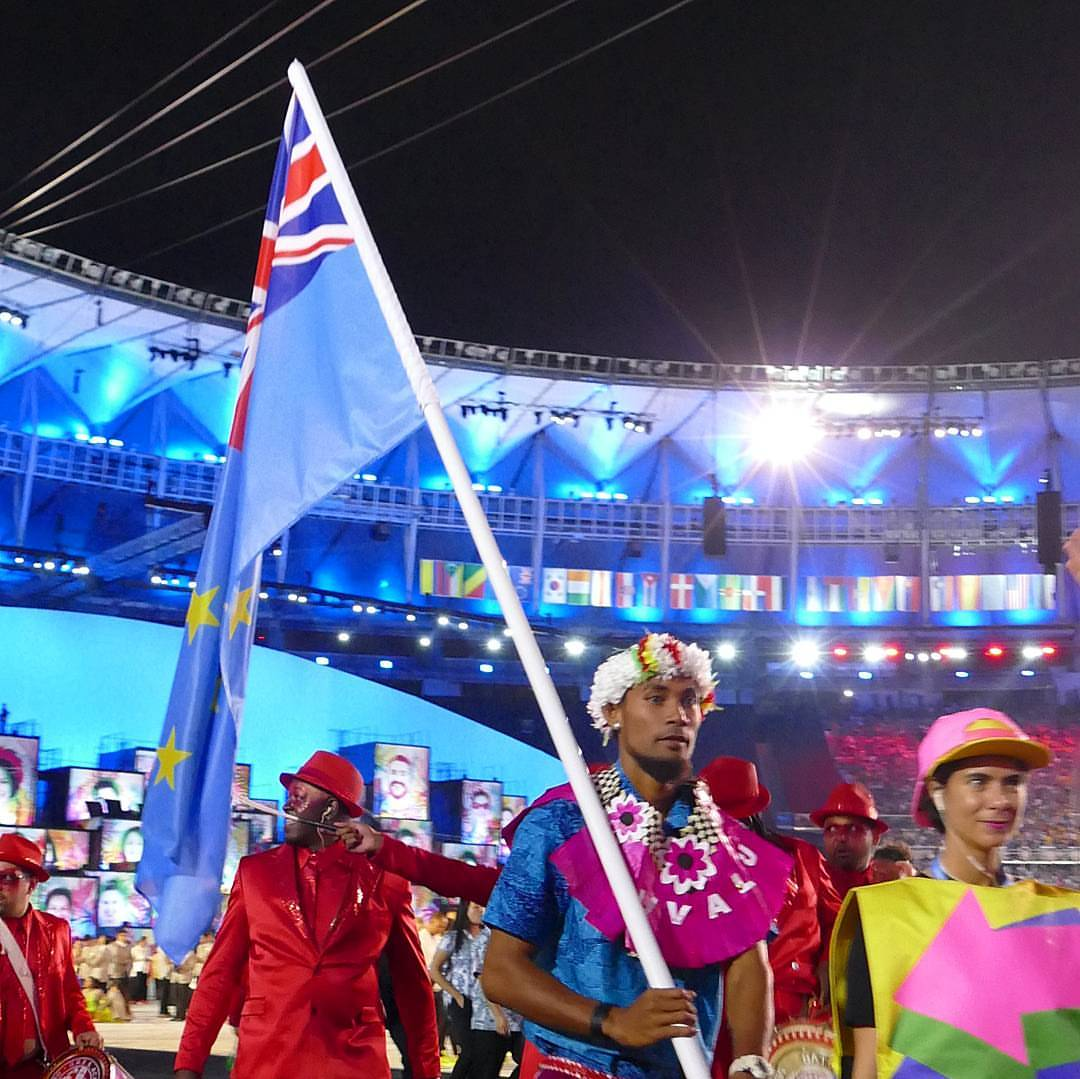
Etimoni Timuani tại lễ diễu hành Thế vận hội Mùa hè 2016.

| Thế vận hội         | VĐV                                                | Môn thi đấu     | Ghi chú       |
| ------------------- | -------------------------------------------------- | --------------- | ------------- |
| Bắc Kinh 2008       | Logona Esau                                        | Cử tạ           | [ 15 ]        |
| Luân Đôn 2012       | Tuau Lapua Lapua (khai mạc) Asenate Manoa (bế mạc) | Cử tạ Điền kinh | [ 15 ] [ 16 ] |
| Rio de Janeiro 2016 | Etimoni Timuani                                    | Điền kinh       | [ 17 ]        |